# Salford City Football Club
Maillots
Actualités
Le Salford City Football Club est un club de football anglais fondé en 1940 et basé dans la ville de Salford.
Il évolue depuis la saison 2019-2020 en EFL League Two (quatrième division anglaise).

## Histoire
Fondé en 1940 sous le nom Salford Central, le club évolue principalement dans les divisions locales jusqu'en 1963 et son accession au championnat de la région de Manchester. Il remporte ensuite plusieurs trophées locaux avant d'entrer en 1980 dans le championnat du comté du Cheshire qui est intégrée dans la nouvelle North West Counties Football League deux ans plus tard. Renommé par la suite Salford City en 1989, il évolue à cet échelon pendant plus de vingt-cinq ans jusqu'en 2008, année de sa promotion en Northern Premier League après avoir terminé deuxième du championnat. Il est ensuite intégré au sein de la partie Nord de la deuxième sous-division du championnat (qui constitue la huitième division de fait du football anglais).

### Rachat du club et nouvelle ambition (depuis 2014)
S'y maintenant par la suite, le club est racheté au mois de mars 2014 par plusieurs anciens joueurs réputés de Manchester United qui sont Ryan Giggs, Gary Neville, Phil Neville, Paul Scholes et Nicky Butt, qui prennent officiellement les commandes du club à l'été suivant,. Alors que Salford évolue alors toujours en huitième division, ses nouveaux propriétaires annoncent leur ambition d'en faire une équipe de deuxième division en une quinzaine d'années. Dès le mois de septembre 2014, 50 % des parts du club sont revendues à Peter Lim, également propriétaire du Valence CF.
Dès la première saison de sa reprise, le club termine premier du championnat et accède ainsi à la première division de la Northern Premier League. Il enchaîne ensuite l'année suivant sur une troisième place suivi d'une victoire en barrage de promotion contre Workington, entrant ainsi dans la National League North, sixième division anglaise, pour la saison 2016-2017. Terminant quatrième et barragiste à l'issue de ce dernier exercice, Salford échoue cependant face à Halifax Town dès les demi-finales des barrages. Il obtient cependant la promotion dès la saison suivante en remportant la compétition pour accéder à la National League, cinquième et dernier échelon non professionnel du football anglais avant l'accession au sein de l'English Football League. Cet échelon est passé dès la fin de la saison 2018-2019 avec une troisième place suivie d'une nouvelle victoire en barrages face à Fylde pour accéder à la quatrième division,.
En 2019, David Beckham, ancien milieu de terrain de Manchester United et du Real Madrid, acquiert 10 % du club, rejoignant ainsi ses anciens coéquipiers au sein des Red Devils.
Le 13 mars 2021, le club remporte son premier titre en battant Portsmouth aux tirs au but lors de la finale reportée de l'EFL Trophy 2020 à Wembley.

## Palmarès
| Compétitions nationales | Compétitions amateures |
| - EFL Trophy (1) : - Vainqueur : 2020 |                        |
| - National League (0) : - Vainqueur des playoffs : 2019 - National League North (1) : - Champion : 2018 - Northern Premier League (0) : - Vainqueur des playoffs : 2016 - Northern Premier League Division One North (1) : - Champion : 2015 |                        |